# INFJ
INFJ (ang. introverted intuitive feeling judging – introwertyk intuicyjny uczuciowiec osądzający, pot. Rzecznik) – typ osobowości według wskaźnika psychologicznego Myers-Briggs Type Indicator (MBTI).
Introwertyczny typ osobowości cechujący się niezwykłą empatią, intuicją i zaufaniem do ludzi. INFJ posiadają wrodzone poczucie idealizmu i moralności, są zdecydowani i zdeterminowani w swoich działaniach. Potrafią doskonale odczytywać uczucia i emocje innych osób, są także bardzo lojalni i oddani wobec najbliższych im ludzi. Źle znoszą krytykę oraz konfliktowe sytuacje.
Rzecznik to typ kontrastów. Z jednej strony cichy, a z drugiej z silnymi poglądami, w które wierzy i jest w stanie o nie walczyć. Z reguły kieruje się zasadami, a wartość ludzka jest jednym z priorytetów. INFJ balansują często na pograniczu umysłu humanistycznego i ścisłego, mają artystyczną duszę i analityczny umysł, a cząstka pierwiastka ekstrawertyzmu pcha ich ku otaczającemu światu i ludziom. INFJ wymagają od siebie jak od innych wiele, ale doskonale zdają sobie sprawę, że z umysłu humanistycznego nie zrobi się ścisłego jak i ze ścisłego humanistycznego. Szanują wybory drugiego człowieka i pod tym kątem wymagają od innych dużo. Rzecznicy zdają sobie sprawę z tego, że każdy jest inny, ale jednocześnie popierają pogląd, że każdy jest sobie równy. INFJ to typ planujący i dużo rozmyślający co w połączeniu z determinacją może powodować wyczerpanie, problemy zdrowotne i zastój. Karma dla rzeczników to pociągający aspekt. INFJ dobrze wiedzą, że świat i ludzie nigdy nie będą sprawiedliwi.
INFJ mogą wykazywać cechy nadmiernego perfekcjonizmu i wkładać w zadanie więcej, niż oczekują od nich tego inni. Na ogół nie będą widocznymi przywódcami, ale po cichu będą wywierać wpływy za kulisami – z reguły, INFJ mają swego rodzaju dar przekonywania oraz co ciekawe, asertywności. Wolą pracować w pojedynkę lub w mniejszych grupach, a dowódcy i liderzy lubią mieć w swoich zespołach osoby o otwartych umysłach jakimi są INFJ.
INFJ są niezwykle wyrozumiali i tolerancyjni oraz liczą się z uczuciami innych oczekując, że ich postawa zostanie odwzajemniona. Z łatwością nawiązują nowe kontakty oraz selektywnie dobierają sobie nowych znajomych stawiając szeroką granicę między znajomymi a przyjaciółmi. Rzecznicy mają bardzo wąskie grono znajomych i przyjaciół. I choć są postrzegani jako towarzyscy i otwarci, warto pamiętać, że INFJ często potrzebują regeneracji i pobycia w samotności nawet przez kilka dni. INFJ będąc w gronie najbliższych też często mogą odczuwać samotność. Często też żałują przykrych słów wypowiedzianych innym w gniewie.
INFJ potrafią wybaczać, ale nigdy nie zapominają i najczęściej nie są w stanie zaufać drugi raz. Tak szybko, jak potrafią nawiązywać znajomości równie szybko potrafią znienawidzić – szczególnie kiedy zawiodą się lub są zranieni przez osoby, z którymi przez długi czas rozwijali więź. INFJ są osobami szanującymi swoją jak i innych prywatność. Z reguły nie interesuje ich życie codzienne innych i nie są osobami wścibskimi, tak samo jak oczekują, że ich prywatność zostanie uszanowana. INFJ wolą rozmowy ambitne, często zahaczające o tematykę światopoglądową, artystyczną, naukową, uczuciową czy wszelako pojęte zainteresowania, w których dobrze będzie się czuł INFJ jak i rozmówca – właśnie to podtrzymuje energię u INFJ. INFJ nie interesują zbytnio rozmowy o pogodzie, polityce i rozterkach dnia codziennego, szczególnie z obcymi. I choć INFJ będą taką rozmowę podtrzymywać z rozmówcą, żeby okazać mu szacunek i zainteresowanie, tak rozmowa ta może opierać się na potakiwaniu i wymuszonym zgadzaniu.
Rzecznicy to obserwatorzy, którzy w najmniejszym stopniu analizują drugą osobę i najczęściej zachowują to dla siebie, aby ewentualnie później móc trafnie oceniać innych i przewidywać niedaleką przyszłość. I nie chodzi tu o wytypowanie numerów na loterii czy przepowiedzenie kataklizmu, ale często skuteczne przewidzenie zachowania drugiej osoby czy też rozpad związku itd. INFJ często też mogą wytykać innym ich złe zachowanie i wiedzą kiedy ktoś kłamie czy mówi prawdę. INFJ szybciej uczą się robiąc coś i to widząc niż o tym czytając. INFJ są bardzo pamiętliwi, wiele lat pamiętają wyraz twarzy drugiej osoby, wypowiedziane słowa czy zachowanie, a otrzymane prezenty, najczęściej dane prosto od serca, traktują jak swego rodzaju pamiątkę, która przypomina im o danej osobie czy sytuacji.
Choć INFJ łatwo nawiązują kontakty, tak poznanie osób z grupy INFJ przez innych może być bardzo trudne. Rzecznicy mają bardzo bogate życie wewnętrzne. Są emocjonalni i emocje, które tłumią w sobie starają się okazywać wyłącznie najbliższym osobom czy też poprzez sztukę, poezję czy muzykę szerszej grupie. Są powściągliwi i przez podatność na wścibstwo innych osób oraz domniemaną krytykę wolą pozostawać osobami z wyznaczoną granicą prywatności. Często też trzymają tajemnice przed najbliższymi. Osoby, które znają INFJ od lat, mogą dostrzegać zachowania, które mogą być dla nich zaskoczeniem. Nie dlatego, że INFJ są niespójni. Są bardzo konsekwentni i cenią uczciwość, ale mają zawiłe, złożone osobowości, które czasami intrygują nawet ich samych. INFJ widząc krzywdę innych stają w obronie słabszych. A w sytuacji niebezpieczeństwa, choć działają stanowczo, to mogą zachować się gwałtownie i irracjonalnie.
INFJ lubią zadowalać innych. Wolą i lubią zgadzać się z innymi przy jednoczesnym zachowaniu granicy w swoich poglądach i pójściu na kompromis o ile zachowana zostaje prawda, a konflikt jest dla nich nieprzyjemny i destrukcyjny. INFJ przez obserwacje drugiej osoby widzą na ile mogą sobie pozwolić, a często gdy coś może kogoś zasmucić to wolą to przemilczeć. INFJ najczęściej zanim coś powiedzą to muszą to przemyśleć. INFJ mają żywą wyobraźnię jak i dobrą pamięć i intuicję, a to może być oznaką geniuszu, co czasami powoduje, że INFJ jest postrzegany jako mistyczny i inspirujący. Nieskrępowana wyobraźnia INFJ często umożliwia im tworzenie wszelakiej sztuki jak muzyka, wiersze, powieści. Również złożone systemy matematyczne. W pewnym sensie INFJ jest najbardziej poetyckim ze wszystkich typów osobowości. INFJ podziwiają innych za dokonania, a nie samo bycie, tak samo gdzieś w podświadomości doceniają, gdy podziwia się ich za ich dokonania.
Z reguły najbardziej odpowiednie ścieżki kariery dla INFJ to: psycholog, dietetyk, nauczyciel, muzyk, aktor, poeta, pisarz, producent filmowy, pielęgniarz czy prawnik.
Najmniej odpowiednie zawody to mi.in.: żołnierz, policjant, telemarketer, księgowy, prokurator, polityk.
Znani z bycia INFJ:
- Jezus Chrystus
- Marek Aureliusz
- Platon
- Matka Teresa
- Martin Luther King
- Thomas Jefferson
- Nicole Kidman
- Morgan Freeman
- Lady Gaga
- Marie Kondo
- Goethe
- J.K. Rowling
- Sophie Ellis-Bextor
- Ayrton Senna
- Jon Snow (Gra o tron)
- Rose Bukater (Titanic)
- Charlotte York (Seks w wielkim mieście)
- Aragorn (Władca Pierścieni)
- Atticus Finch (Zabić drozda)
- Michael Scofield (Prison Break)
- Matt Murdock (Daredevil)
- Diabolina (Disney Czarownica)
- Pocahontas (Disney Pocahontas)
- Geralt z Rivii (Wiedźmin – seria gier)
- Amanda Evert (Tomb Raider – seria gier)
- Freya (God of War – seria gier)
- Zelda (The Legend of Zelda – seria gier)